# الزيلعية (الحديدة)

تعديل مصدري - تعديل

الزيلعيه هي إحدى قرى مديرية اللحية، التابعة لمحافظة الحديدة اليمنية، بلغ تعداد سكانها 2471 نسمة حسب الإحصاء الذي جرى عام 2004.